# Домарадз (гміна, Березівський повіт)
Ґміна Домарадз (пол. Gmina Domaradz) — колишня (1934—1939 рр.) сільська ґміна Бжозовського повіту Львівського воєводства Польської республіки (1918—1939) рр. Центром ґміни було село Домарадз.

1 серпня 1934 р. було створено ґміну Домарадз у Бжозовському повіті. До неї увійшли сільські громади: Барич, Блізне, Домарадз, Ґольцова, Ясєніца Росєльна, Ожехувка, Воля Ясєніцка.